# Danny Lohner
Daniel Patrick Lohner (nacido el 13 de diciembre de 1970 en Corpus Christi, Texas) es un músico estadounidense que se destaca por colaborar como cantante, bajista, guitarrista y tecladista en bandas como Nine Inch Nails, Methods of Mayhem, Killing Joke y Puscifer. Colaboró también con el músico Rob Zombie en la producción y gira del álbum Hellbilly Deluxe.

## Carrera
Bajo el pseudónimo de Renholder, creó remixes para otros artistas, tales como A Perfect Circle, para la que trabajaba en todos los álbumes publicados anteriormente en una forma u otra, ya sea como músico de estudio y en las giras.
En 2003 Danny Lohner produjo la banda sonora de la película Underworld. En este proyecto colaboraron bandas y artistas como Skinny Puppy, Dillinger Escape Plan, David Bowie, Page Hamilton, A Perfect Circle, Sarah Bettens y Milla Jovovich.
Como productor, Danny Lohner colaboró recientemente en las producciones de Ashes Divide, Fear and the Nervous System (el proyecto en solitario del guitarrista de Korn James Munky Shaffer) y el músico japonés Hyde.
Actualmente se encuentra colaborando con Puscifer, el proyecto solitario de Maynard James Keenan, vocalista de las bandas Tool y A Perfect Circle.